# Modèle de Gompertz
Le modèle de Gompertz (ou loi de mortalité de Gompertz-Makeham) établit que le taux de mortalité est la somme de termes indépendants de l'âge (termes de Makeham) et de termes dépendants de l'âge (fonction de Gompertz).
Ce modèle suggère également la diminution exponentielle du nombre d'organismes vivants proportionnellement à l'augmentation linéaire de l'âge.

## Histoire
La mathématisation de la science de la population progresse au XIXe siècle, notamment grâce à la loi de la mortalité établie par Benjamin Gompertz, mais également grâce à la loi logistique de Pierre François Verhulst, selon laquelle la croissance de la population ralentit.
En effet en 1825, Benjamin Gompertz propose que la force de mortalité augmente de façon exponentielle avec l'âge :
{\displaystyle \mu _{x}=Bc^{x}}
où B et c sont des constantes.
Cependant, se pose le problème de prendre en compte les causes de décès qui ne seraient pas directement liées à l'âge.
C'est ainsi que William Makeham propose d'extrapoler la force de mortalité aux grands âges sur la base d'une loi de Gompertz modifiée et tenant compte des causes de décès indépendantes de l'âge :
{\displaystyle \mu _{x}=A+Bc^{x}}
où A est le risque de mourir pour l'ensemble des causes indépendantes de l'âge.
Dans des conditions où les causes externes de décès sont rares, les termes qui ne dépendent pas de l'âge sont souvent négligeables. On parle alors de la loi de Gompertz, due à Benjamin Gompertz en 1825.
Le modèle est largement utilisé en démographie et gérontologie pour des prévisions adéquates du taux de mortalité chez certaines espèces (non humaines) et pour comparer les taux de vieillissement actuariels entre et parmi différentes espèces.
Il représente bien la croissance de certaines variables morphologiques (taille, masse corporelle…) d'organismes supérieurs (voir exemple d'application sur la croissance en masse corporelle du rat musqué en fonction de son âge).

## Modèle de Gompertz et dynamique des populations
La loi de Gompertz-Makeham décrit la dynamique de la mortalité, qui appartient à la dynamique des populations.
Le modèle a surtout été utilisé pour représenter la croissance de certains organismes.
Il permet de rendre compte de la relation d'allométrie entre deux variables, en plus de la bonne représentation qu'il offre pour une variable.
Lorsque l'on compare le modèle de Gompertz au modèle de Verhulst, on observe un comportement similaire (croissance exponentielle de la population) néanmoins dans le cas du modèle de Gompertz, elle est plus rapide.
Ces deux modèles sont concurrents pour la modélisation de la croissance des organismes.

### Le modèle mathématique de Gompertz
Le modèle de Gompertz permet de modéliser la croissance d'une population régulée.
On l'exprime ainsi sous forme d'équation différentielle :
Il est également exprimé sous sa forme intégrée :
La forme intégrée du modèle de Gompertz est souvent utilisée pour le calcul numérique, tandis que la forme différentielle se prête mieux à l'interprétation.
Dans les équations, les paramètres :
- x représente la biomasse (taille, masse corporelle…) ;
- t le temps ;
- K la capacité limite du milieu ;
- a une constante.

### Point d'équilibre du modèle
Un état d'équilibre de la population est observé quand la population n'évolue pas. Les points d'équilibre sont les valeurs x* pour lesquelles {\displaystyle {\dot {x}}={\tfrac {\mathrm {d} x}{\mathrm {d} t}}=0}. On trouve deux points d'équilibre : x*
1 = 0 et x*
2 = K.

### Stabilité locale
On étudie la stabilité au point d'équilibre  x*
1 et x*
2.
Ce qui veut dire que l'on va déterminer pour tout x proche de x* , si l'on se rapproche ou si l'on s'éloigne de x*.
On observe le signe de df/dx :
- si df/dx > 0 alors x* est instable ;
- si df/dx < 0 alors x* est stable.

Pour cela, on calcule la dérivée partielle en ces points :
Il apparait que :
- x*
1 est instable : pour des x proches de x*
1, on s'éloigne du point d'équilibre x*
1.
- x*
2 est stable : pour des x proches de x*
2, on se rapproche du point d'équilibre x*
2.

### Modélisation de la croissance pour le rat musqué
Le modèle de Gompertz représente bien la croissance en masse corporelle du rat musqué ou sa taille en fonction de son âge[réf. souhaitée].
Ajustement du modèle de Gompertz aux données sur la masse corporelle avec {\displaystyle x_{0}=16,{\text{ }}a=0,036{\text{ et }}K=760}.

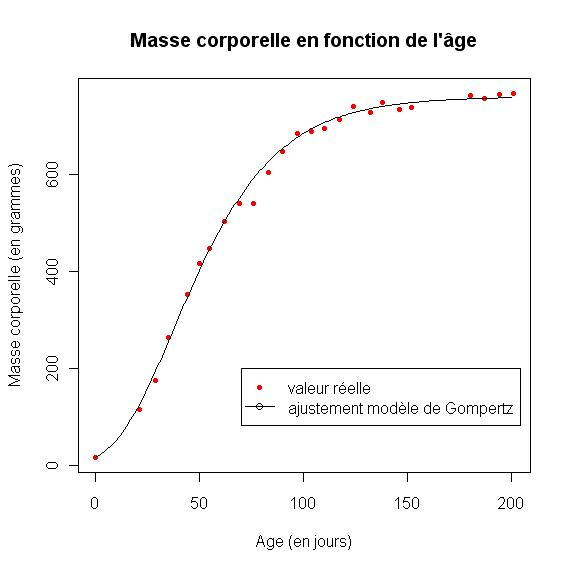
Exemple de représentation de données et ajustement au modèle de Gompertz.

L'équation s'écrit donc {\displaystyle x(t)=760\times \exp \left(\ln \left({\frac {16}{760}}\right)\mathrm {e} ^{-0,036t}\right)}

### Modélisation de la croissance des tumeurs
La courbe de Gompertz est utilisée pour ajuster les données de la croissance des tumeurs. En fait, les tumeurs sont des populations de cellules dans un espace confiné où la disponibilité des éléments nutritifs est limitée. En notant la taille de la tumeur X(t), il est utile d'écrire la courbe de Gompertz comme suit :
{\displaystyle X(t)=K\times \mathrm {e} ^{(b\times \mathrm {e} ^{-at})},\ {\textrm {avec}}\ b=\ln \left({\frac {x_{0}}{K}}\right)}
où X(0) est la taille de la tumeur au moment de l'observation de départ, et K est la taille maximale qui peut être atteinte avec les éléments nutritifs disponibles, c’est-à-dire la population asymptotique de cellules tumorales.

## Quelques exemples d'applications
- Applications en microbiologie et alimentation pour décrire les phases de croissance microbienne (voir :  (ISBN 978-2-84444-558-2))
- Applications dans des modèles de prédictions de croissance

## Voir également